# Фитиль

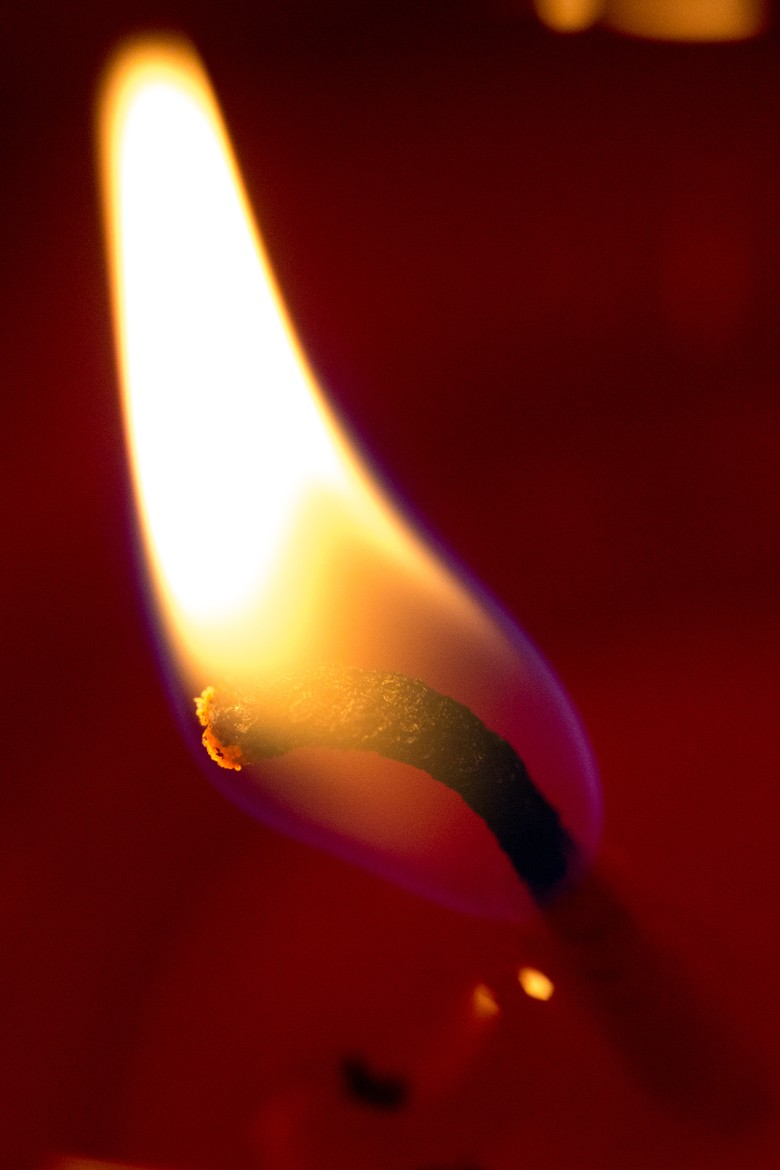
Фитиль горящей свечи.

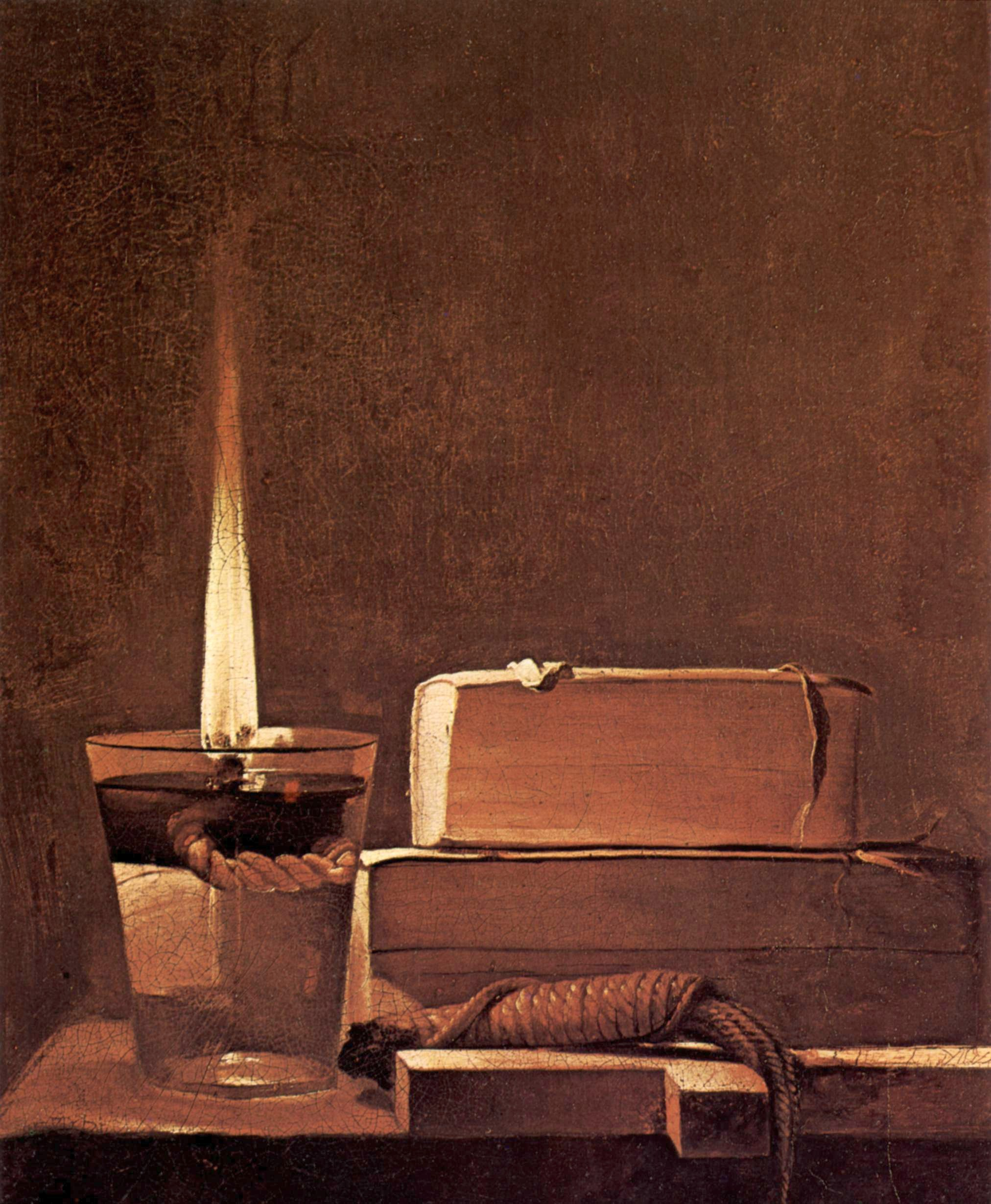
Жорж Дюмени́ль де Лату́р: Лампа с отчётливо видным фитилём; деталь картины «Кающаяся Мария Магдалина», середина XVII века.

Фити́ль, греч. (тур. [fitil] < ар. [fatil] < [fatala] крутить) — рыхло свитая веревка (верёвочка), слегка напитанная чем-либо горючим, чтобы она горела медленно, тлелась, но хорошо держала огонь, нитевидное плетёное изделие, по которому в свечах, керосиновых лампах, керосинках и керогазах подаётся жидкое горючее в зону сгорания.

## История
Ранее, в военном деле, фитилём поджигали запал пушки, который держался зажжённым во все время стрельбы оружия, в руках, на жагре (пальнике), фугаса, ракеты, потешных огней и прочего. Для ручного оружия к берендейке пристёгивалась сумка для фитиля — сумка «фетильная». Каждому стрельцу в Русском войске выдавали одну или три сажени фитиля. Позже сумки для фитиля были и у гренадеров для применения гренад (гранат).
Фитиль состоит из ряда взаимосвязанных волокон. Эти слои образуют тонкие каналы, которые посредством капиллярных сил поставляют к пламени жидкое топливо (например, масла, денатурированный спирт, воск, керосин) против силы тяжести. Поэтому капиллярный принцип иногда называют эффектом фитиля. Фитиль улучшает насыщение жидкости газом. Это увеличивает локальное давление пара и снижает температуру вспышки жидкости. Таким способом образуется горючая смесь.
В общем случае фитиль нитевидный. Однако, плоские материалы тоже могут поддерживать горение. Например, нефть нельзя поджечь спичкой, в то время как хлопчатобумажная тряпка, пропитанная нефтью, загорается легко.
Как правило, фитили состоят из хлопка или плетёного стекловолокна. Последние отличаются тем, что не сгорают. В древние и средние века применяли другие материалы. Фитили сальных свечей, составлявших до начала 19 века большинство свечей, нужно было регулярно подрезать, снимая нагар, чтобы предотвратить сильное образование сажи и капель. Для этой «чистки светильников» существовали специальные фитильные ножницы. Современные свечи содержат асимметрично сплетённый фитиль, который при горении загибается в сторону. Верхняя часть прогорает, и обрезка не требуется.
Кроме того, употреблялся в огнестрельном оружии примерно до XVII века, когда его вытеснили искровые замки, которые были менее капризными при плохой погоде. Вначале тлеющий фитиль просто подносился к затравке, затем появился фитильный замок, позволяющий держать фитиль удобнее.